# Curtara kula
Curtara kula är en insektsart som beskrevs av Delong och Wolda 1982. Curtara kula ingår i släktet Curtara och familjen dvärgstritar. Inga underarter finns listade i Catalogue of Life.